# Хісасі Хаясі
Хісасі Хаясі (яп. 林尚志) — японський автор настільних ігор, засновник бренду OKAZU Brand.

## Творчість
Хісасі Хаясі відомий як автор настільної гри Bomb Busters, яка здобула престижну німецьку нагороду Spiel des Jahres у 2025 році. Це перший випадок, коли гру, створену японським дизайнером, було відзначено цією нагородою.
Bomb Busters — це кооперативна гра, в якій гравці (від 2 до 5 осіб) спільно намагаються знешкодити уявну бомбу, перерізаючи правильні дроти. Це досягається шляхом розв'язування числових головоломок, що вимагає логічного мислення та трохи удачі. Журі премії відзначило особливий коміксовий стиль гри, який створює легкий контраст до напруженої теми.
Під час церемонії нагородження Хісасі Хаясі подякував своїм колегам, які щотижня тестують його ідеї, та своїй дружині.